# Любовта не разбира от думи
Любовта не разбира от думи (на турски: Aşk Laftan Anlamaz) е турски сериал, чиято премиера е на 15 юни 2016. Сериалът завършва с 31 епизода на 19 февруари 2017.

## Сюжет
Хаят Узун се мести от Гиресун в Истанбул, където заживява с двете си приятелки Ипек и Аслъ. Майка ѝ Емине пристига със сестра си Фадик, като заявява, че Хаят или ще си намери работа, или ще се върне обратно в Гиресун. На път за интервю в текстилната компания „Сарте“, тя среща непознат човек, с когото влиза в конфликт. По-късно разбира, че той всъщност е шефът на фирма „Сарте“, а именно богатият наследник Мурат Сарсълмаз. По време на интервюто Хаят е сбъркана със Суна Пекташ, дъщеря на близък приятел на бащата на Мурат. Хаят не изчиства недоразумението и е наета на работа на мястото на Суна. Въпреки постоянните спорове между Мурат и Хаят, той започва да се влюбва в нея.

## Излъчване
| Сезон | Епизоди | Начало на сезона | Край на сезона   | Всички епизоди | ТВ сезон    | ТВ канал | Дата и час                  |
| ----- | ------- | ---------------- | ---------------- | -------------- | ----------- | -------- | --------------------------- |
| 1     | 31      | 15 юни 2016      | 19 февруари 2017 | 1 – 31         | 2016 – 2017 | Show TV  | сряда/събота/неделя (20:00) |

## Излъчване в България
| Сезон | Епизоди | Начало на сезона | Край на сезона     | Всички епизоди | ТВ сезон | ТВ канал     | Дата и час           |
| ----- | ------- | ---------------- | ------------------ | -------------- | -------- | ------------ | -------------------- |
| 1     | 102     | 13 април 2019 г. | 5 октомври 2019 г. | 1 – 102        | 2019 г.  | Диема Фемили | всеки уикенд (17:00) |

## Актьорски състав
- Ханде Ерчел – Хаят Узун-Сарсълмаз
- Бурак Дениз – Мурат Сарсълмаз
- Мерве Чаъран – Ипек
- Йозджан Текдемир – Аслъ
- Оузхан Карби – Дорук Сарсълмаз
- Демет Гюл – Тувал Янъкоулу
- Сюлейман Фелек – Керем
- Бюлент Емра Парлак – Джемил Узун
- Султан Кьороулу Кълъч – Емине Узун
- Еврен Дуял – Фадик
- Бетюл Чобаноулу – Дерия
- Назан Дипер – Азиме Сарсълмаз
- Джем Емюлер – Неджат Сарсълмаз
- Биранд Тунджа – Емре Азатоглу
- Метин Акпънар – Хашмет Узун
- Исмаил Еге Шашмаз – Ибрахим
- Гьозде Коджаоулу – Чаала
- Тууче Карабаджак – Дидем
- Елиф Доан – Суна Пекташ
- Оуз Окул – Кемал Пекташ
- Гьокхан Нидели – Кямран

## В България
В България сериалът започва на 13 април 2019 г. по Диема Фемили и завършва на 5 октомври. На 3 септември 2020 г. започва повторно излъчване и завършва на 22 януари 2021 г. На 21 април започва ново повторение и завършва на 23 август. На 26 октомври започва ново излъчване и завършва на 4 януари 2022 г. Ролите се озвучават от Елисавета Господинова, Петя Абаджиева, Николина Чонова, Васил Бинев, Силви Стоицов и Светозар Кокаланов.